# Lucinoida
Lucinida
Ordre
Les Lucinoida ou Lucinida sont un ordre de mollusques bivalves.

## Liste des familles
Selon World Register of Marine Species (1 avril 2016) :
- super-famille Lucinoidea J. Fleming, 1828
  - famille Lucinidae J. Fleming, 1828
  - famille Mactromyidae Cox, 1929 †
  - famille Paracyclidae Johnston, 1993 †
- super-famille Thyasiroidea Dall, 1900 (1895)
  - famille Thyasiridae Dall, 1900 (1895)

## Galerie

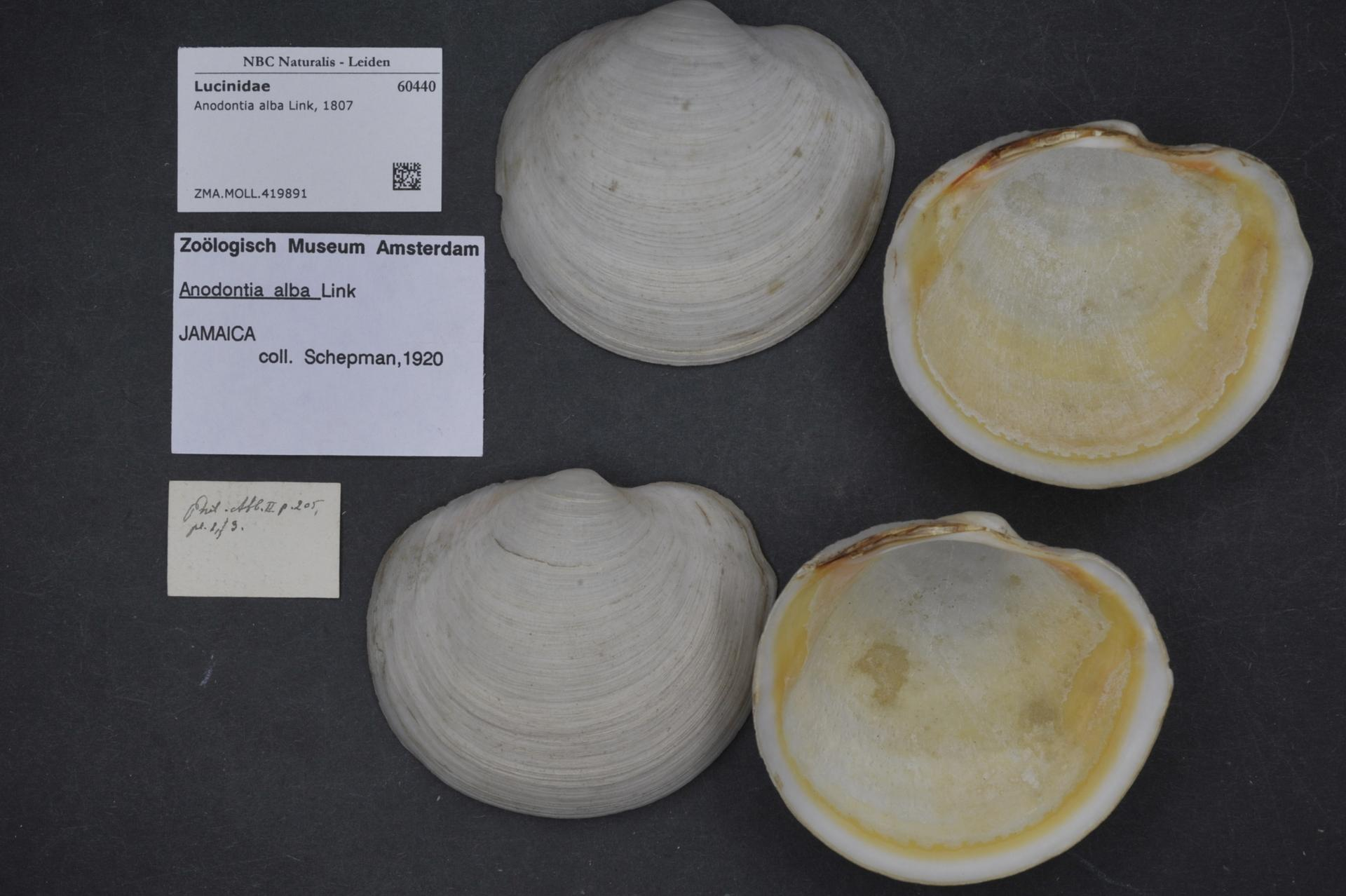
Anodontia alba (Lucinidae).
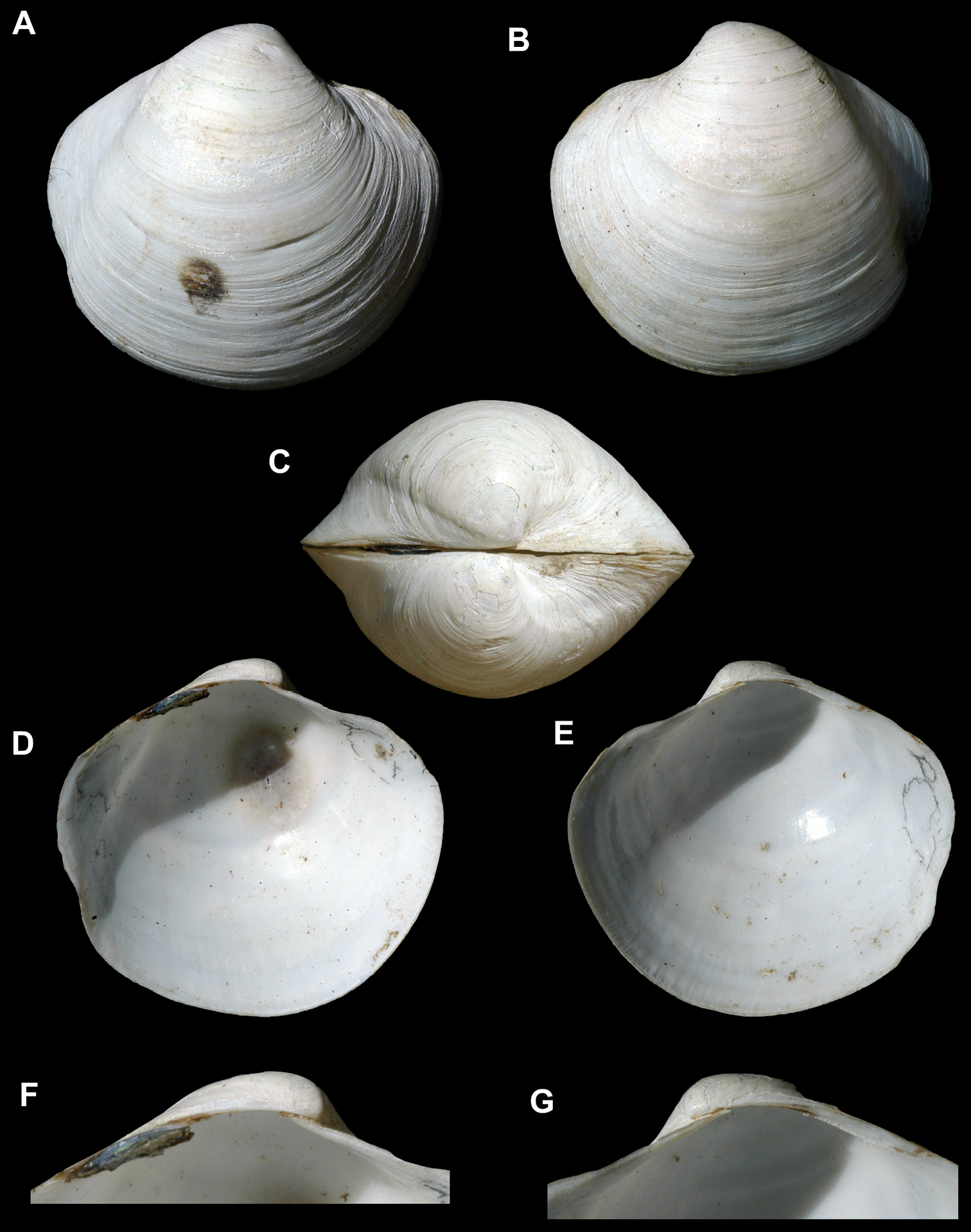
Maorithyas marama (Thyasiridae).